# 이상수 (1946년)
이상수(李相洙, 1946년 12월 10일~)는 대한민국의 정치인이다. 제13·15·16대 국회의원, 제22대 노동부장관(2006. 1.~2008. 2.)을 지냈다.

## 생애
인권 변호사 출신. 고려대 법대 3학년때 3선개헌반대 전국비상학생총회장으로 활동해 강제징집됐으며 5공시절 82년 광주지법 판사 재직중 국가보안법 위반사건인 '횃불회', '아람회'사건 관련자의 영장을 기각하고 법복을 벗었다.
입학한지 11년여만에 1976년 고려대학교 법과대학 법학과에서 학사 학위 취득을 한 그는 1982년부터 인권변호사로 활동, 85년 한국노동상담소를 개설하고 86년 부천서 성고문 사건 주임변호사, 건대항쟁 변호인, 대한변호사협회 인권위원, YMCA시민권익보호변호인단 변호사, 천주교 정의평화위원회 중앙위원, MBC 노동조합 법률고문을 역임하는 등 이돈명, 조영래, 홍성우 변호사 등과 함께 당시 대표적 인권변호사로 활발히 활동했다. 86년 창립되어 조준희, 황인철, 홍성우 변호사가 회장을 맡은 이러한 인권변호사들의 모임인 정의실천법조인회(정법회)는 이후 민주사회를 위한 변호사 모임(민변)으로 발전하게 된다.
1987년에는 7~8월 노동자대투쟁 당시 검찰은 그가 대우조선 노조설립과 관련해 최루탄에 맞아 숨진 대우조선 노동자 이석규씨 장례식에 참석한 것이 노동쟁의조정법 3자개입금지 혐의라며 구속 기소, 1달여간 옥살이를 하게 된다. 당시 그는 이석규 노동자의 변호인이었으며 '대우조선소 이석규 사망사건 대책위원장' 신분이었다.
1987년 전두환 군부독재정권을 물러나게 한 6월 민주항쟁 때 민주헌법쟁취국민운동본부 인권위원장과 상임집행위원을 역임. 같은 해 12월 치르게 된 대통령 직선제 선거에서는 공정선거감시운동전국본부 상임집행위원장으로 활동했다. 당시 '민주주의와 민족통일을 위한 사회운동' 공동대표로도 활동했다.
1988년 재야 영입 평화민주당 후보로 공천되어 서울 중랑구에서 13대 국회의원에 출마. 당선된 뒤 평화민주당 대변인과 인권위원장을 역임했다. 88년 노무현, 이해찬 국회의원과 함께 국회 노동위원회에서 활동하며 `노동위 3총사`로 불리기도 했다.
1992년 서울 중랑구에서 민주당 후보로 14대 총선에 출마했으나 낙선하다. 이후 1993년 환경운동연합 지도위원과 관권선거를 폭로한 한준수 군수 주임변호사를 지냈으며, 1995년 남북민간교류협의회 상임이사로 활동했다.
1996년 서울 중랑구에서 새정치국민회의 후보로 15대 국회의원 선거에 출마. 당선 이후 새정치국민회의 지방자치위원장과 노동위원장을 지냈으며, 1997년 4월 국회 한보그룹비리사건 국정조사 특별위원회 간사로 활동했다. 1999년에는 새정치국민회의 정치개혁특별위원회 간사, 제1정책조정위원장을 지냈으며, 2000년 국회 정치구조개혁입법특별위원회 선거법소위원회 위원장을 역임했다.
2000년 서울 중랑구에서 새천년민주당 후보로 16대 국회의원 선거에 출마. 당선 뒤 2000년 새천년민주당 제1정책조정위원장, 국회 한빛은행대출관련의혹사건등의 진상조사를 위한 국정조사 특별위원회 위원장, '인권법제정 소위원회' 위원장을 지냈다. 2001년에는 새천년민주당 원내총무로 선출되어 국가인권위원회법, 부패방지법, 돈세탁방지법 등 이른바 개혁3법을 통과시키다. 또 원내총무로서 주택임대차보호법, 상가임대차보호법, 고엽제휴유증관련법, 시국사건 관련 교원임용제외체용에 관한 특별법, 의료보험법, 근로자복지기본법, 남녀고용평등법개정, 근로기준법개정(모성보호관련조항), 고용보호법개정(모성보호관련조항) 등의 이른바 개혁 법안이 국회에서 통과되는데 여야 협의를 이끌어냈다.
2002년 대한민국 제16대 대통령 선거에서 새천년민주당 노무현 후보 중앙선거대책위원회 총무본부장을 맡았다.
2003년 새천년민주당 사무총장, 민족화해협력범국민협의회(민화협) 공동의장을 지냈으며, 이후 열린우리당 창당과정에서 총무위원장과 지구당창당심의위원회 위원장으로 활동했다.
그러나 2004년 2월 검찰은, '2002년 대통령 선거'에서 새천년민주당이 모금한 기업후원금 가운데 한화그룹 10억, 금호그룹 6억의 선거후원금에 대해 영수증을 발급하지 않은 점, SK그룹 10억, 현대자동차그룹 6억 6천만원의 선거후원금에 대한 영수증을 해당기업 임직원 명의로 발급한 점을 문제삼아 '중앙선거대책위원회 총무본부장'을 맡았던 그에게 정치자금법 위반 책임을 물어 구속 기소했다. 결국 그는 2004년 7월 항소심 법원에서 '징역 1년 집행유예 3년' 판결을 받는다. 하지만 당시 재판부는 “과거 관행이었다는 점에서 억울한 점이 있다.”며 판결문에서 밝히고, 새천년민주당 선거캠프가 현대자동차에서 임직원 명의로 받은 6억 6천만원에 대해서는 “(이상수)피고인이 편법 처리 사실을 알았다고 보기 어렵다”며 무죄를 선고했다.
2004년 8월 미국 워싱턴 조지타운 대학에서 초빙연구원으로 연수 생활을 시작하여 4개월여간 미국에 머물렀다.
2005년 8월, 광복절 특별사면 조치 되었으며, 2005년 10월 부천 원미 갑에서 17대 국회의원 재보궐 선거에 열린우리당 후보로 출마했다.
2006년 2월 노동부 장관에 취임했다. 노동부 장관 임명 당시 노동계에서는 환영하는 분위기였으나 한나라당에서는 '노 대통령의 보은인사'라고 비판했다.
2008년 4월, 서울 중랑구에서 18대 국회의원 선거에 무소속 출마했다. 당시 통합민주당 공천심사 과정에서 당 공천심사위원회의 '금고형 이상 형 확정자 공천배제' 방침에 따라 당 후보로 공천되지 못하고 낙선했다.
2008년 7월 통합민주당 전당대회에 최고위원 후보로 출마했다가 낙선하였다.
2009년 서울 중랑구에 변호사 사무실을 열고 변호사로 활동 중이다.

## 학력
- 1959년 여수중앙국민학교 졸업
- 1962년 여수종고중학교 졸업
- 1965년 여수공업고등학교 졸업
- 1976년 고려대학교 법과대학 법학과 학사

## 경력
- 1969년 삼선개헌반대 전국비상학생총회장, 강제 징집당해 이후 육군 만기 제대.
- 1978년 제20회 사법시험 합격
- 1980년 광주지방법원 판사 재직, 국가보안법 위반사건인 '횃불회', '아람회' 사건 관련자 영장 기각 뒤 판사직 사임.
- 1982년 우성종합법무법인 변호사
- 1985년 한국노동법률상담소장
- 1986년 대한변호사협회 인권위원
- 1986년 YMCA시민권익보호변호인단 변호사, 정의평화위원회 중앙위원, MBC 노동조합 법률고문.
- 1987년 민주헌법쟁취국민운동본부 인권위원장ㆍ상임집행위원
- 1987년 대우조선소 이석규 사망사건 대책위원회 위원장, 이석규 노동자 장례식 참석 뒤 노동쟁의조정법 3자개입금지 혐의로 검찰에 의해 구속 기소됨.
- 1987년 공정선거감시운동전국본부 상임집행위원장
- 1987년 '민주주의와 민족통일을 위한 사회운동' 공동대표
- 1988년 평화민주당 소속, 13대 국회의원(서울 중랑 갑) 당선
- 1988년 평화민주당 대변인, 인권위원장
- 1990년 신민주연합당 인권위원장
- 1992년 민주당 소속, 서울 중랑 갑 14대 국회의원 선거 국회의원 후보
- 1993년 환경운동연합 지도위원
- 1993년 관권 선거 폭로한 한준수 군수 주임변호사
- 1995년 남북민간교류협의회 상임이사
- 1995년 새정치국민회의 서울 중랑 갑 지구당 위원장
- 1996년 새정치국민회의 소속, 15대 국회의원(서울 중랑 갑) 당선
- 1996년 새정치국민회의 인권특별위원회 위원장
- 1997년 국회 한보그룹비리사건 국정조사 특별위원회 간사
- 1997년 새정치국민회의 지방자치위원장
- 1999년 새정치국민회의 정치개혁특별위원회 간사
- 1999년 새정치국민회의 제1정책조정위원장
- 2000년 정치구조개혁입법특별위원회 선거법소위원회 위원장
- 2000년 새천년민주당 소속, 16대 국회의원(서울 중랑 갑) 당선
- 2000년 국회 한빛은행대출관련의혹사건등의 진상조사를 위한 국정조사특별위원회 위원장
- 2000년 새천년민주당 제1정책조정위원장
- 2000년 새천년민주당 인권법제정소위원회 위원장
- 2001년 새천년민주당 원내총무
- 2001년 국회 운영위원회 위원장
- 2002년 새천년민주당 중앙선거대책위원회 총무본부장
- 2003년 새천년민주당 사무총장
- 2003년 민족화해협력범국민협의회(민화협) 공동의장
- 2003년 열린우리당 총무위원장, 지구당창당심의위원회 위원장
- 2004년 '2002년 대통령선거' 기업후원금 모금과정에서 정치자금법 위반 혐의로 검찰에 의해 구속 기소. 법원 항소심에서 '징역 1년, 집행유예 3년' 판결
- 2004년 미국 조지타운대학교 경영대학원 초빙연구원
- 2005년 열린우리당 소속, 부천 원미 갑 17대 국회의원 재보궐 선거 국회의원 후보
- 2006년 22대 노동부 장관 취임
- 2008년 서울 중랑 갑 18대 국회의원 선거 국회의원 후보
- 2008년 통합민주당 전당대회 최고의원 후보
- 2008년~ 서울 중랑구 면목동에서 변호사 사무실 개소, 변호사 활동
- 시사랑문화인협의회 이사
- 환경운동연합 지도위원
- 한국오페라단 이사장
- 2020년~ 서일대학교 고문역
- 2023년 1월 헌법개정 및 정치제도 개선 자문위원회 공동위원장

## 수상 경력
- 2000년 새천년 밝은정치인상
- 2007년 제2회 계간문예 수필문학상
- 2016년 보도지침 폭로 30주년 기념 감사패[7], 민주언론시민연합

## 저서
- 1997년 사람값과 사람대접
- 2002년 나는 충무경찰서 유치장 초대가수였습니다

## 역대 선거 결과
|  | 32.30% |

|  | 44.75% |

|  | 47.73% |

|  | 49.52% |

|  | 33.44% |

|  | 31.17% |

|  | 9.79% |

## 소속 정당
| 소속 정당 | 소속 정당      | 소속 기간 | 비고           |
| --------- | -------------- | --------- | -------------- |
|           | 통일민주당     | 1987      | 창당 정계 입문 |
|           | 무소속         | 1987      | 탈당           |
|           | 평화민주당     | 1987~1990 | 창당           |
|           | 신민주연합당   | 1991      | 당명 변경      |
|           | 민주당         | 1991~1995 | 합당           |
|           | 무소속         | 1995      | 탈당           |
|           | 새정치국민회의 | 1995~2000 | 창당           |
|           | 새천년민주당   | 2000~2003 | 합당           |
|           | 무소속         | 2003      | 탈당           |
|           | 열린우리당     | 2003~2007 | 창당           |
|           | 무소속         | 2007      | 탈당           |
|           | 대통합민주신당 | 2007~2008 | 창당           |
|           | 통합민주당     | 2008      | 합당           |
|           | 무소속         | 2008      | 탈당           |
|           | 통합민주당     | 2008      | 복당           |
|           | 민주당         | 2008~2011 | 당명 변경      |
|           | 민주통합당     | 2011~2012 | 합당           |
|           | 무소속         | 2012~현재 | 탈당 정계 은퇴 |

## 같이 보기
- 중랑구 갑
- 서울 중랑구의 국회의원
- 대한민국의 고용노동부 장관